# メイプルポイントゴルフクラブ
メイプルポイントゴルフクラブ（Maple Point Golf Club）は、山梨県上野原市鶴島に広がるゴルフ場である。

## 概要
1994年（平成6年）5月1日、リゾート開発を全国的に展開するデベロッパー・リゾートトラストが母体となって開場。2006年（平成18年）7月、株主会員制へ移行、株式会社メイプルポイントゴルフクラブによって運営されている。コースの設計はピート・ダイが行ったが、比較的にナチュラルな変化に富んだ丘陵コースで、本格的なトーナメントコースである。
ピート・ダイは、1925年（大正14年）、米国オハイオ州に生まれ、6歳でゴルフを始めた。オハイオハイスクール選手権で優勝、1963年（昭和38年）、全英アマに出場。1955年（昭和30年）頃、コース設計の道に入り、点と点で結ぶターゲットゴルフデザインのTPCアット・ソーグラスでゴルフ界に衝撃を与えた。「世界トップ100コース」に数多く入るコースを設計、2008年（平成20年）、世界ゴルフ殿堂入りした。

## 所在地
〒409-0114 山梨県上野原市鶴島3600

## コース情報
- 開場日 - 1994年5月1日
- 設計者 - ピート・ダイ
- 面積 - 1,280,000m2（約38.7万坪）
- コースタイプ - 丘陵コース
- コース - 18ホールズ、パー72、7,101ヤード、コースレート 73.0
- グリーン - 1グリーン、ベント（ペンクロス）
- プレースタイル - 乗用カート、キャディ付き、月曜日(祝日の場合は翌日)はセルフデー
- 練習場 - 20打席 270ヤード
- 休場日 - 毎週金曜日、12月31日、1月1日[4][2]

## クラブ情報
- 理事長 - 熊崎 勝彦
- 支配人 - 神谷 俊行
- 設計 - 株式会社安井建築設計事務所
- 施工 -株式会社大成建設

## ギャラリー
- コース[5]

## 交通アクセス
- 鉄道 - 中央本線（JR東日本） - 上野原駅よりタクシー利用 3km約10分
- 道路 - 中央自動車道 - 上野原ICより 3.8km 約8分[6]

## 関連文献
- 『中部財界』、「メイプルポイントゴルフクラブ｣ ハイグレードな接待専用ゴルフ場」、名古屋 中部財界社、1990年9月、2020年7月12日閲覧
- 『近代建築』、「作品 メイプルポイントゴルフクラブ」、東京 近代建築社、1994年11月、2020年7月12日閲覧
- 『レジャー産業資料』、「メイプルポイントゴルフクラブ」、東京 綜合ユニコム、1994年12月、2020年7月12日閲覧
- 『新建築』、「メイプルポイントゴルフクラブ」、東京 新建築社、2000年3月、2020年7月12日閲覧
- 『ゴルフ場ガイド 東版』2006-2007、「メイプルポイントゴルフクラブ（山梨県）」、東京 ゴルフダイジェスト社、2006年5月、2020年7月12日閲覧